# Emile Kuri
Emile Kuri (Cuernavaca, 11 giugno 1907 – Los Angeles, 10 ottobre 2000) è stato uno scenografo messicano naturalizzato statunitense di origini libanesi.

## Biografia
Ha lavorato a oltre 120 tra film e serie TV tra il 1938 e il 1972. Ha vinto due volte il Premio Oscar nella categoria migliore scenografia: nel 1950 per L'ereditiera (in condivisione con John Meehan e Harry Horner) e nel 1955 (colori) per Ventimila leghe sotto i mari (in condivisione con John Meehan). Ha ricevuto altre sei volte la nomination agli Oscar nella stessa categoria: nel 1943, nel 1953, nel 1955 (bianco e nero), nel 1962, nel 1965 e nel 1972.

## Filmografia

### Cinema
- La bambola nera (The Black Doll), regia di Otis Garrett (1938)
- Cherokee Strip, regia di Lesley Selander (1940)
- Doomed Caravan, regia di Lesley Selander (1941)
- The Round Up, regia di Lesley Selander (1941)
- Border Vigilantes, regia di Derwin Abrahams (1941) – Non accreditato
- Città di avventurieri (Wide Open Town), regia di Lesley Selander (1941)
- Stick to Your Guns, regia di Lesley Selander (1941)
- Riders of the Timberline, regia di Lesley Selander (1941)
- Twilight on the Trail, regia di Howard Bretherton (1941)
- Outlaws of the Desert, regia di Howard Bretherton (1941)
- Secret of the Wastelands, regia di Derwin Abrahams (1941)
- Enemy Agents Meet Ellery Queen, regia di James P. Hogan (1942)
- Rivalità (Silver Queen), regia di Lloyd Bacon (1942)
- Terra di conquista (American Empire), regia di William C. McGann (1942)
- Lost Canyon, regia di Lesley Selander (1942)
- Hoppy Serves a Writ, regia di George Archainbaud (1943)
- Border Patrol, regia di Lesley Selander (1943)
- I conquistatori del West (Buckskin Frontier), regia di Lesley Selander (1943)
- The Leather Burners, regia di Joseph Henabery (1943)
- Colt Comrades, regia di Lesley Selander (1943)
- La città rubata (The Kansan), regia di George Archainbaud (1943)
- Bar 20, regia di Lesley Selander (1943)
- False Colors, regia di George Archainbaud (1943)
- Riders of the Deadline, regia di Lesley Selander (1943)
- The Crime Doctor's Strangest Case, regia di Eugene Forde (1943)
- La donna della città (The Woman of the Town), regia di George Archainbaud (1943)
- Texas Masquerade, regia di George Archainbaud (1944)
- Al tuo ritorno (I'll Be Seeing You), regia di William Dieterle (1944) – Decoratore d'interni
- Avvenne domani (It Happened Tomorrow), regia di René Clair (1944)
- Lumberjack, regia di Lesley Selander (1944)
- Mystery Man, regia di George Archainbaud (1944)
- Forty Thieves, regia di Lesley Selander (1944)
- Temporale d'estate (Summer Storm), regia di Douglas Sirk (1944)
- Bagliori a Manhattan (Music in Manhattan), regia di John H. Auer (1944)
- Io ti salverò (Spellbound), regia di Alfred Hitchcock (1945) – Decoratore d'interni
- La vita è meravigliosa (It's a Wonderful Life), regia di Frank Capra (1946)
- Uno scandalo a Parigi (A Scandal in Paris), regia di Douglas Sirk (1946)
- Duello al sole (Duel in the Sun), regia di King Vidor (1946) – Decoratore d'interni
- Il caso Paradine (The Paradine Case), regia di Alfred Hitchcock (1947)
- Mamma ti ricordo (I Remember Mama), regia di George Stevens (1948)
- Lo stato dell'unione (State of the Union), regia di Frank Capra (1948)
- Nodo alla gola (Rope), regia di Alfred Hitchcock (1948)
- La pietra dello scandalo (Top o' the Morning), regia di David Miller (1949)
- L'ereditiera (The Heiress), regia di William Wyler (1949) – Non accreditato
- Abbasso mio marito (Dear Wife), regia di Richard Haydn (1949)
- La gioia della vita (Riding High), regia di Frank Capra (1950)
- Irma va a Hollywood (My Friend Irma Goes West), regia di Hal Walker (1950)
- Ai vostri ordini signora! (Fancy Pants), regia di George Marshall (1950)
- La città nera (Dark City), regia di William Dieterle (1950)
- Un posto al sole (A Place in the Sun), regia di George Stevens (1951)
- È arrivato lo sposo (Here Comes the Groom), regia di Frank Capra (1951)
- Pietà per i giusti (Detective Story), regia di William Wyler (1951)
- Perdonami se ho peccato (Something to Live For), regia di George Stevens (1952)
- L'amore più grande (My Son John), regia di Leo McCarey (1952)
- Il caporale Sam (Jumping Jacks), regia di Norman Taurog (1952)
- Gli occhi che non sorrisero (Carrie), regia di William Wyler (1952)
- La guerra dei mondi (The War of the Worlds), regia di Byron Haskin (1953)
- Amore provinciale (Small Town Girl), regia di László Kardos (1953)
- Il cavaliere della valle solitaria (Shane), regia di George Stevens (1953)
- Nebbia sulla Manica (Dangerous When Wet), regia di Charles Walters (1953)
- L'attrice (The Actress), regia di George Cukor (1953)
- La sete del potere (Executive Suite), regia di Robert Wise (1954)
- Lo sceriffo senza pistola (The Boy from Oklahoma), regia di Michael Curtiz (1954)
- Ventimila leghe sotto i mari (20,000 Leagues Under the Sea), regia di Richard Fleischer (1954)
- Più vivo che morto (Living It Up), regia di Norman Taurog (1954)
- Le avventure di Davy Crockett (Davy Crockett, King of the Wild Frontier), regia di Norman Foster (1955)
- La congiura degli innocenti (The Trouble with Harry), regia di Alfred Hitchcock (1955)
- Le 22 spie dell'Unione (The Great Locomotive Chase), regia di Francis D. Lyon (1956)
- Davy Crockett e i pirati (Davy Crockett and the River Pirates), regia di Norman Foster (1956)
- Carovana verso il West (Westward Ho, the Wagons!), regia di William Beaudine (1956)
- I rivoltosi di Boston (Johnny Tremain), regia di Robert Stevenson (1957)
- Zanna Gialla (Old Yeller), regia di Robert Stevenson (1957)
- Johnny, l'indiano bianco (The Light in the Forest), regia di Herschel Daugherty (1958)
- La sfida di Zorro (The Sign of Zorro), regia di Norman Foster e Lewis R. Foster (1958)
- L'ultima battaglia del generale Custer (Tonka), regia di Lewis R. Foster (1958)
- Geremia, cane e spia (The Shaggy Dog), regia di Charles Barton (1959)
- Darby O'Gill e il re dei folletti (Darby O'Gill and the Little People), regia di Robert Stevenson (1959)
- Toby Tyler (Toby Tyler, or Ten Weeks with a Circus), regia di Charles Barton (1960)
- Il segreto di Pollyanna (Pollyanna), regia di David Swift (1960)
- Dieci uomini coraggiosi (Ten Who Dared), regia di William Beaudine (1960)
- Un professore fra le nuvole (The Absent Minded Professor), regia di Robert Stevenson (1961)
- Il ritorno di Texas John (Gundown at Sandoval), regia di Harry Keller (1961)
- Il cowboy con il velo da sposa (The Parent Trap), regia di David Swift (1961)
- Babes in Toyland, regia di Jack Donohue (1961)
- Un tipo lunatico (Moon Pilot), regia di James Neilson (1962)
- Okay Parigi! (Bon Voyage!), regia di James Neilson (1962)
- Compagni d'avventura (Big Red), regia di Norman Tokar (1962)
- Mooncussers, regia di James Neilson (1962)
- Professore a tuttogas (Son of Flubber), regia di Robert Stevenson (1963)
- Magia d'estate (Summer Magic), regia di James Neilson (1963)
- Sam il selvaggio (Savage Sam), regia di Norman Tokar (1963)
- L'incredibile avventura (The Incredible Journey), regia di Fletcher Markle (1963)
- Le disavventure di Merlin Jones (The Misadventures of Merlin Jones), regia di Robert Stevenson (1964)
- Tigre in agguato (A Tiger Walks), regia di Norman Tokar (1964)
- Mary Poppins, regia di Robert Stevenson (1964)
- I cacciatori del lago d'argento (Those Calloways), regia di Norman Tokar (1965)
- The Monkey's Uncle, regia di Robert Stevenson (1965)
- F.B.I. - Operazione gatto (That Darn Cat!), regia di Robert Stevenson (1965)
- 4 bassotti per 1 danese (The Ugly Dachshund), regia di Norman Tokar (1966)
- Il comandante Robin Crusoe (Lt. Robin Crusoe, U.S.N.), regia di Byron Paul (1966)
- I ragazzi di Camp Siddons (Follow Me, Boys!), regia di Norman Tokar (1966)
- Scimmie, tornatevene a casa (Monkeys, Go Home!), regia di Andrew V. McLaglen (1967)
- Un maggiordomo nel Far West (The Adventures of Bullwhip Griffin), regia di James Neilson (1967)
- Mosby's Marauders, regia di Michael O'Herlihy (1967)
- La gnomo mobile (The Gnome-Mobile), regia di Robert Stevenson (1967)
- Il più felice dei miliardari (The Happiest Millionaire), regia di Norman Tokar (1967)
- Il fantasma del pirata Barbanera (Blackbeard's Ghost), regia di Robert Stevenson (1968)
- Una pazza banda di famiglia (The One and Only, Genuine, Original Family Band), regia di Michael O'Herlihy (1968)
- L'incredibile furto di Mr. Girasole (Never a Dull Moment), regia di Jerry Paris (1968)
- Il cavallo in doppio petto (The Horse in the Gray Flannel Suit), regia di Norman Tokar (1968)
- Un Maggiolino tutto matto (The Love Bug), regia di Robert Stevenson (1968)
- Smith, un cowboy per gli indiani (Smith!), regia di Michael O'Herlihy (1969)
- Rascal, l'orsetto lavatore (Rascal), regia di Norman Tokar (1969)
- Il computer con le scarpe da tennis (The Computer Wore Tennis Shoes), regia di Robert Butler (1969)
- Boatniks - I marinai della domenica (The Boatniks), regia di Norman Tokar (1970)
- Wyoming, terra selvaggia (The Wild Country), regia di Robert Totten (1970)
- La TV ha i suoi primati (The Barefoot Executive), regia di Robert Butler (1971)
- L'ultimo eroe del West (Scandalous John), regia di Robert Butler (1971)
- Un papero da 1 milione di dollari (The Million Dollar Duck), regia di Vincent McEveety (1971)
- Pomi d'ottone e manici di scopa (Bedknobs and Broomsticks), regia di Robert Stevenson (1971)
- Perdipiù il segugio fannullone (The Biscuit Eater), regia di Vincent McEveety (1972)
- Due ragazzi e un leone (Napoleon and Samantha), regia di Stewart Raffill (1972)
- Spruzza, sparisci e spara (Now You See Him, Now You Don't), regia di Robert Butler (1972)
- Pistaaa... arriva il gatto delle nevi (Snowball Express), regia di Norman Tokar (1972)

### Televisione
- The Ford Television Theatre, episodio The Jewel (1953)
- Disneyland, 76 episodi (1955-1970)
- MGM Parade, episodio #1.26 (1956)
- Zorro, prima e seconda stagione (1957-1961)
- Disneyland '59, regia di Marshall Diskin e Hamilton Luske (1959) – Documentario
- The Young Loner, regia di Michael O'Herlihy (1968) – Film tv
- The 40th Annual Academy Awards, regia di Richard Dunlap (1968) – Cerimonia di premiazione degli Oscar
- Secrets of the Pirates' Inn, regia di Gary Nelson (1969) – Film tv
- Smoke, regia di Vincent McEveety (1970) – Film tv
- Una famiglia in guerra (Menace on the Mountain), regia di Vincent McEveety (1970) – Film tv
- The Strange Monster of Strawberry Cove, regia di Jack Shea (1971) – Film tv

## Riconoscimenti
- Premio Oscar

1943 - Candidatura per la migliore scenografia (bianco e nero) per Rivalità
1950 - Migliore scenografia (bianco e nero) per L'ereditiera
1953 - Candidatura per la migliore scenografia (bianco e nero) per Gli occhi che non sorrisero
1955 - Migliore scenografia (colore) per Ventimila leghe sotto i mari
1955 - Candidatura per la migliore scenografia (bianco e nero) per La sete del potere
1962 - Candidatura per la migliore scenografia (bianco e nero) per Un professore fra le nuvole
1965 - Candidatura per la migliore scenografia (colore) per Mary Poppins
1972 - Candidatura per la migliore scenografia per Pomi d'ottone e manici di scopa